# Peach-Pit
Peach-Pit (jap. ピーチ・ピット, Pīchi Pitto, auch: もものたね, Momo no Tane, beides dt. „Pfirsichkern“) ist der gemeinsame Künstlername der beiden japanischen Manga-Zeichnerinnen Shibuko Ebara und Banri Sendō, die seit ihrer Schulzeit miteinander befreundet sind. Sie haben Dōjinshi (Fan-Mangas) gezeichnet, bevor sie im professionellen Bereich Fuß fassen konnten. 
Der Name ist eine Anspielung auf das Lokal „Peach Pit“ in der US-amerikanischen Fernsehserie Beverly Hills, 90210.
Shibuko Ebara (えばら 渋子, Ebara Shibuko) ist für das Manga-Layout aller Peach-Pit-Werke und die Zeichnungen von Rozen Maiden zuständig. Banri Sendō (千道 万里, Sendō Banri) ist für die Storys aller Werke und für die Zeichnungen von DearS und Zombie Loan verantwortlich. 
Die Mangas DearS, Rozen Maiden, Zombie-Loan und Shugo Chara! wurden alle als Anime-Serien verfilmt. Für Shugo Chara! wurden sie 2008 mit dem Kōdansha-Manga-Preis ausgezeichnet.

## Werke
- Prism Palette
- DearS, 2002
- Zombie Loan, seit 2003
- Rozen Maiden, 2002–2007
- Shugo Chara! (しゅごキャラ!), seit 2006
- Ōkami Kakushi 2009–2010
- Kugiko-chan
- Kingyozaka Noboru